# Harry Delbert Thiers
Harry Delbert Thiers (ur. 22 stycznia 1919 w Fort McKavett, zm. 8 sierpnia 2000 w Ohio) – amerykański mykolog.

## Życiorys
Rozpoczął studia na Uniwersytecie Teksańskim w Austin. Przerwała je II wojna światowa. Od 1942 do 1945 służył na statku szpitalnym marynarki wojennej. Po wojnie ukończył studia na Uniwersytecie Teksańskim, potem pracował jako nauczyciel w Texas A&M University in College Station. Równocześnie zajmował się fitopatologią i mykologią, publikując wiele prac. Alexander Hanchett Smith zaprosił go do współpracy w terenowych badaniach grzybów i był to punkt zwrotny w
karierze Thiersa. Pod kierunkiem Smitha napisał i obronił pracę doktorską. W 1959 Thiers przyjął posadę nauczyciela w San Francisco State College w Kalifornii i zajął się badaniem grzybów tego stanu. Kompleksowo zrewidował i rozszerzył północnoamerykańską kolekcję borowików i nazwał wiele nowych gatunków. Został wykładowcą na Uniwersytecie Stanu Kalifornia. Zebrał dużą kolekcję grzybów, która znajduje się na tym uniwersytecie. Jest autorem wielu prac naukowych.
W nazwach naukowych opisanych przez niego taksonów dodawane jest jego nazwisko Thiers. Opisał m.in.: Suillellus amygdalinus, Boletus barrowsii, Xerocomellus dryophilus, Rubroboletus pulcherrimus, Gymnopilus luteoviridis, Leccinum manzanitae, Russula xanthoporphyrea. Od jego nazwiska nadano nazwy gatunkom grzybów Chaetothiersia, Harrya, Cortinarius thiersii.